# 三田結菜
三田 結菜（みた ゆいな、1992年〈平成4年〉11月23日 - ）は、日本のドラマー&ボーカリスト。京都府長岡京市出身、東京都在住。

## 略歴
3兄妹の長女（弟と妹がいる）として出生。3歳でエレクトーンを始め、プロを目指す。また、9歳からドラムを始める。
京都橘高校吹奏楽部でパーカッションパートに所属しドラムの楽しさを知る。
2011年4月、音楽学校メーザー・ハウスに入学、ドラム科にて学ぶ。
バンド「あぽろん」のドラム、リーダー、楽曲制作を担当するが解散。その後、ボーカルを探すことを諦め、自分の曲は自分で歌うことにした。
2016年8月25日、ドラムボーカリスト・シンガーソングライター三田結菜としてライブを行う。
2017年11月23日、渋谷GUILTYにてワンマンライブを成功させる。
2018年4月より、配信者としてほぼ毎日ドラム配信を行う。
2019年2月12日に渋谷WWWにてワンマンライブを成功させる。
2020年9月30日、自身のブログで一般男性と8年越しの愛を実らせ入籍したことを発表。
2021年4月3日、京都橘高校吹奏楽部卒業生らとともに『オービルズ』（O-VILS.）を結成。

## 作品リスト
- ハっピーガールのポジティブレシピ（2015年12月27日発売）
- Here（2017年7月13日発売）
- Orbit（2017年11月23日発売）
- PALAPPA!（2018年8月25日発売）
- 案外ええやろ?（2019年2月12日発売）
- 叶わないってわかってる（2019年11月20日発売）